# خلية نخاعية متبدلة

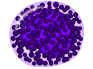
خلية نخاعية متبدلة قاعدية

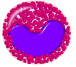
خلية نخاعية متبدلة حمضية

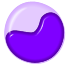
خلية نخاعية متبدلة متعادلة

خلية نخاعية متبدلة أو خليفة النقوية هي خلية تمر بعملية تكون الدم وتكون مشتقة من الخلية النخاعية وتؤدي لتكون خلية مأطورة (شريطية).
وهي تتميز بمظهر النواة المنحنية والحبيبات السيتوبلازمية وغياب النويات الواضحة (المرئية). (إذا كانت النواة غير منحنية فعلى الأرجح أنها خلية نخاعية).

## صور إضافية

تكون الدم

## روابط خارجية
- صور نسيجية: 01805ooa — نظام تعلم علم الأنسجة في جامعة بوسطن - "Bone Marrow and Hemopoiesis: bone marrow smear, neutrophilic metamyelocyte and mature PMN"
- صورة تشريحية: 75_05 في مركز جامعة أوكلاهوما للعلوم الصحية.
- Histology at KUMC blood-blood11
- Histology at KUMC blood-blood12
- Interactive diagram at lycos.es نسخة محفوظة 11 مارس 2007 على موقع واي باك مشين.
- Slide at marist.edu
- hematologyatlas.com نسخة محفوظة 5 فبراير 2012 على موقع واي باك مشين.